# Jenaer Literatur-Zeitung
Die Jenaer Literatur-Zeitung war ein im Auftrage der Universität Jena von 1874 bis 1879 herausgegebenes Periodikum.
Verantwortlicher Redakteur der Zeitung war Anton Klette, der Leiter der Bibliothek der Jenaer Universität. Das Blatt bot seinen Lesern ein breit gefächertes Bild deutscher und ausländischer Neuerscheinungen zur Literatur sämtlicher Wissenschaftsbereiche. Sie griff damit das Programm wieder auf, das die bis 1803 publizierte Allgemeine Literatur-Zeitung und die Neue Jenaische Literatur-Zeitung bis 1848 vertreten hatten.
Für die umfangreichen Rezensionen der vorgestellten Bücher wurden renommierte Fachgelehrte der jeweiligen Disziplinen herangezogen. Die Zeitschrift verfolgte auch eine damals wichtige bibliografische Absicht, indem sie Neuerscheinungen des europäischen Buchmarktes verzeichnete, wenn diese von wissenschaftlichem Interesse waren.